# Fleet racing

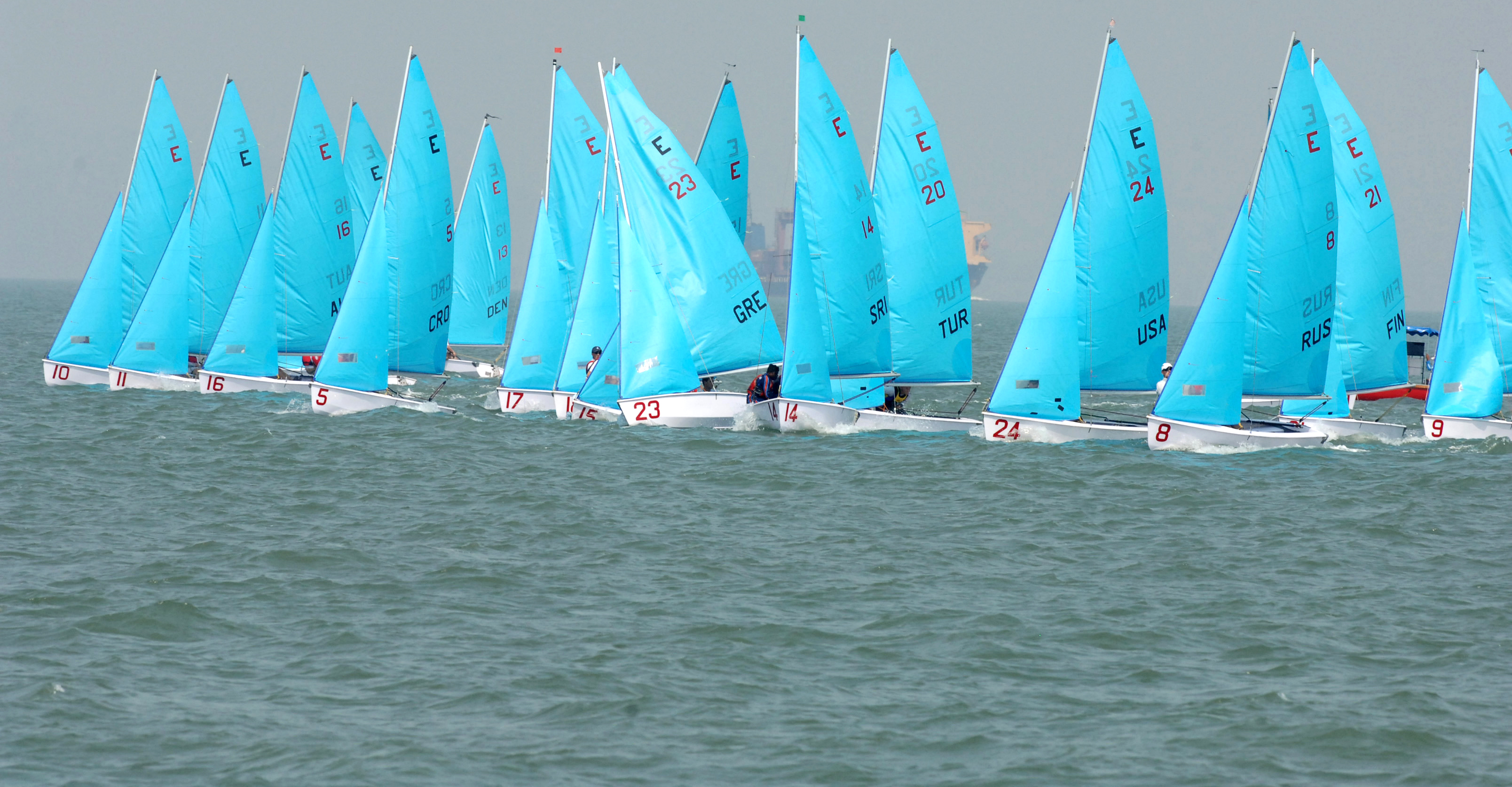
Fleet Racing au World Military Games à Mumbai (Inde), une course de voilier monotype.

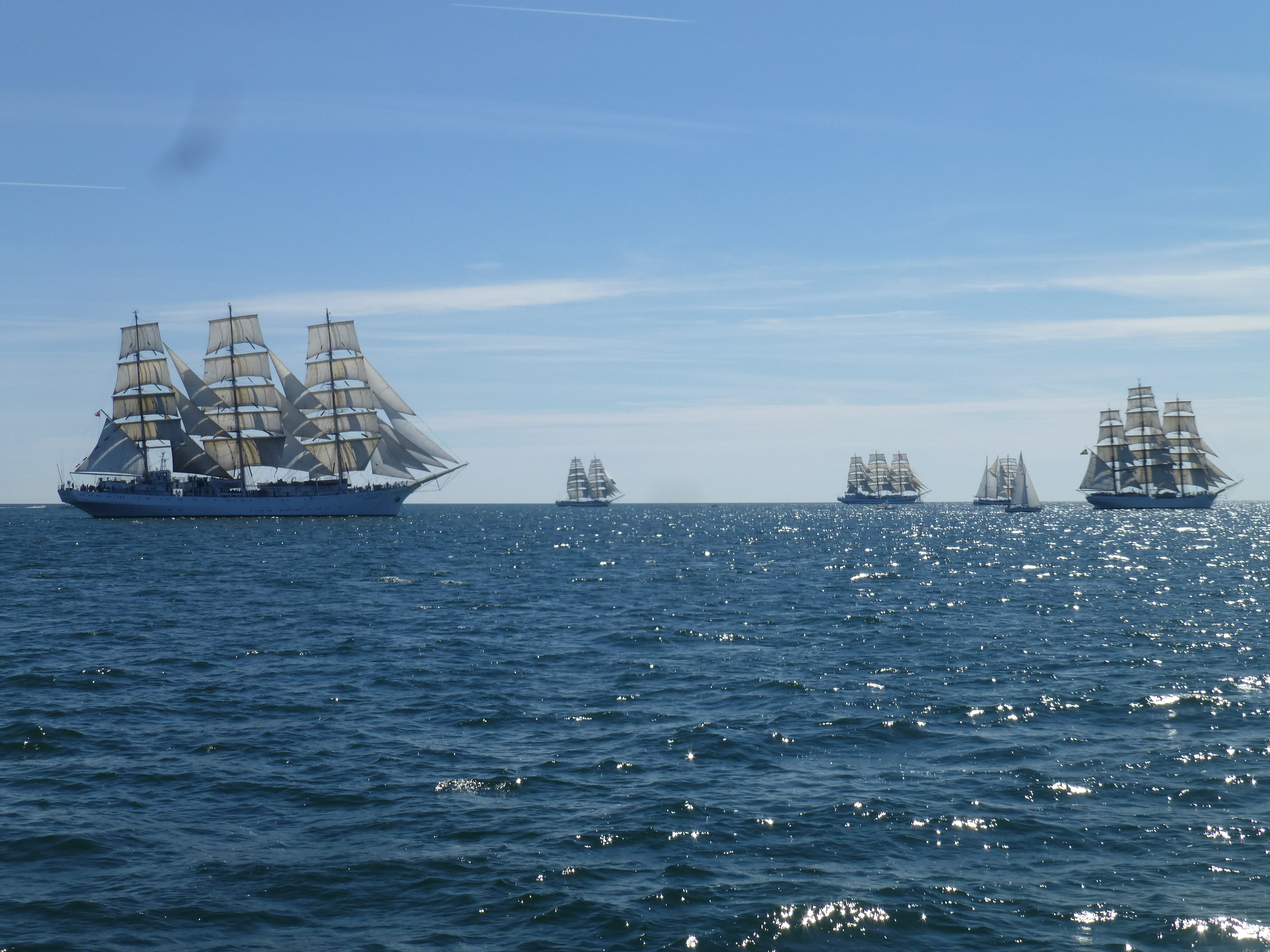
Les Talls Ship Races ici en 2017 à Turku (Finlande) est une course ou concourent des navires très différents, les temps sont corrigés.

Le fleet racing est une forme de compétition de voile ou les voiliers s'affrontent ensemble sur un parcours déterminé.
Il s’agit de la forme la plus courante de course de voiliers qui comprend aussi les match racing et team racing.

## Description

### Formats de course
Les fleet racings peuvent se dérouler sous deux formats principaux : 
- Dans la base One Design ou monotype, tous les bateaux de la flotte appartiennent à la même classe (c'est-à-dire qu'ils ont la même conception, la même longueur et la même surface de voile, est...).
- Alternativement, différentes classes de bateaux peuvent courir sur une base de handicap, les classes les plus rapides laissant le temps aux classes les plus lentes, soit en commençant la course plus tard, soit avec une correction de temps à l'arrivée en plus ou en moins en fonction des paramètres de chaque type de bateau[2].

### Parcours
Les courses peuvent avoir lieu autour ou entre des bouées ou des éléments géographiques tels que des îles, et se déroulent sur de courts parcours côtiers ou de longues distances au large, comme la Volvo Ocean Race ou Brest Atlantiques.

### Règlement
Les règles pour les courses à la voile pour des fleet racings, sont définies par World Sailing et peuvent être complétées par des règles spécifiques définies par les organisateurs d'une course.
Les contraventions aux règles sont résolues soit par un bateau prenant volontairement une pénalité pendant la course, soit par une réclamation après la course. Les règles en match racing, en revanche, sont normalement appliquées par les arbitres imposant des pénalités pendant une course.

### Tactique
Les fleet racings comportent moins de considérations stratégiques et tactiques que les match racings. En fleet racing, le facteur le plus important dans l'issue d'une course est généralement la vitesse de chaque bateau. Le triple médaillé d'or olympique en voile, Ben Ainslie, qui a fait une incursion sur la Coupe de l'America de 2007, a témoigné des différences importantes entre les fleet racings et les match racings.